# Stenotabanus alticolus
Stenotabanus alticolus är en tvåvingeart som beskrevs av David Fairchild 1980. Stenotabanus alticolus ingår i släktet Stenotabanus och familjen bromsar.
Artens utbredningsområde är Dominikanska republiken. Inga underarter finns listade i Catalogue of Life.